# 比萨奎诺
比萨奎诺（義大利語：Bisacquino），是意大利西西里大区巴勒莫广域市的一个市镇。总面积64平方公里，人口4931人，人口密度77.0人/平方公里（2009年）。ISTAT代码为082010。